# Gentry (Misuri)
Gentry es una villa ubicada en el condado de Gentry en el estado estadounidense de Misuri. En el Censo de 2010 tenía una población de 72 habitantes y una densidad poblacional de 120,87 personas por km².

## Geografía
Gentry se encuentra ubicada en las coordenadas 40°19′57″N 94°25′24″O / 40.33250, -94.42333. Según la Oficina del Censo de los Estados Unidos, Gentry tiene una superficie total de 0.6 km², de la cual 0.6 km² corresponden a tierra firme y (0%) 0 km² es agua.

## Demografía
Según el censo de 2010, había 72 personas residiendo en Gentry. La densidad de población era de 120,87 hab./km². De los 72 habitantes, Gentry estaba compuesto por el 98.61% blancos, el 0% eran afroamericanos, el 0% eran amerindios, el 0% eran asiáticos, el 0% eran isleños del Pacífico, el 0% eran de otras razas y el 1.39% pertenecían a dos o más razas. Del total de la población el 0% eran hispanos o latinos de cualquier raza.